# Charlie, The Choo-Choo
Charlie The Choo-Choo é o primeiro livro ilustrado escrito por Stephen King. A obra aparece na série A Torre Negra, no terceiro livro, As Terras Devastadas. Foi lançado em Novembro de 2016.

## Sinopse
O livro conta a história do Engenheiro Bob e seu melhor amigo Charlie, um trem que tem vida própria. 

## Curiosidades
O livro é creditado a Beryl Evans, mas é apenas mais um pseudônimo utilizado por King.
Foi ilustrado por Ned Dameron, o artista que desenvolveu as ilustrações de The Waste Lands (As Terras Devastadas).